# Crise générale
La thèse d'une crise générale (« General Crisis ») a été avancée par certains historiens modernistes, essentiellement anglo-saxons, pour qualifier une période allant du début du XVIIe siècle aux prémices du XVIIIe. L'expression désigne une série de conflits et un contexte global d'instabilité qui auraient touché l'Europe, et, pour une historiographie plus récente, le monde dans son ensemble. Cette idée, avancée au cours des années 1950 et 1960, a depuis fait l'objet d'amples débats historiographiques.

## Définition et historiographie
L'expression de « crise générale » a été formulée initialement par Eric Hobsbawm, dans une série d'articles publiés en 1954 dans la revue Past & Present. Il fut repris et développé par Hugh Trevor-Roper qui lui donna son acception usuellement admise, notamment dans un ouvrage de 1967, The Crisis of the Seventeenth Century. Quand Hobsbawm ne voit de ce déclin qu'un aspect économique, Trevor-Roper en fait un état de crise généralisée, ayant non seulement une valeur politique et militaire, mais aussi religieuse et sociale. Pour lui, le XVIIe siècle fait état d'une « crise dans la relation entre la société et l’État ».
Trevor-Roper voit les fondements de cette crise au milieu du XVIIe siècle, qui voit poindre une vaste rupture politique, économique et sociale en Europe, causée par une série de mutations d'ordre démographique et religieux. Ainsi, les événements disparates que sont la Révolution Anglaise, la Fronde en France, la guerre de Trente Ans dans le Saint-Empire romain germanique, ou les révoltes contre la couronne d'Espagne au Portugal, en Catalogne ou à Naples, seraient autant de manifestations différentes d'un même problème. Pour l'historien, la cause fondamentale de la « crise générale » serait un conflit latent entre la nouvelle organisation des États, marqués par une bureaucratisation et une centralisation puissante et croissante, et un état de fait ancien qui serait celui de la noblesse territoriale, ancrée localement. Un aspect également important réside dans les mutations intellectuelles et religieuses suscitées par la Renaissance et la Réforme protestante. 
La thèse a été l'objet de vifs débats au cours de la seconde moitié du XXe siècle. Si certains, comme Geoffrey Parker, soutiennent l'idée d'une crise, les historiens d'obédience marxiste, comme Hobsbawm, ont réduit ce hiatus aux seuls domaines économiques et sociaux. D'autres, encore, nient tout idée d'une crise généralisée, soit en nuançant l'ampleur des atermoiements politiques ou sociaux, comme Immanuel Wallerstein qui parle plutôt de « changement d'allure », soit en refusant toute vision holiste de ces crises particulières

## Aspects principaux
La pluralité des expressions de cette « crise » a été l'un des principaux objets de controverse. Usuellement, le XVIIe siècle est perçu comme une ère de troubles politiques et de conflits militaires, mais les traces de ces troubles ont été soulignées dans l'économie, et même dans l'art. De fait, la guerre de Trente Ans (1618-1648) apparait comme une rupture dans l'histoire militaire et politique, du fait de son effet sur les populations et de l'instabilité endémique dont elle fut la cause à l'échelle européenne. Sa violence et son étendue donnent à voir aux populations les effets potentiels des guerres de ces nouveaux États modernes et centralisés. Les années 1640 ont été perçues comme l'acmé des instabilités politiques : la république des Deux Nations disparait temporairement, le premier empire colonial, l'Espagne doit faire face à une série de sécessions, et l'Angleterre entre dans sa première révolution. En France, le pouvoir royal est déstabilisé par la Fronde. Les insurrections et les révoltes populaires semblent avoir touché indifféremment tous les États européens: à l'échelle mondiale, le milieu du XVIIe siècle a vu se dérouler plus de guerres que n'importe quelle autre période de l'histoire écrite. 
Le courant récent de l'histoire globale, a mis en valeur la dimension mondiale de cette crise. En 1644, la dynastie Ming chinoise s'effondre sous le coup de mutations économiques dans un contexte d'insurrection. Ce changement dynastique bouleverse l'évolution de l'organisation chinoise, déjà bureaucratique. De même, le Shogunat Tokugawa entre au Japon dans une logique d’insurrection, de répression et d'isolement diplomatique. Les points communs de ces mutations avec les bouleversements européens ont été mis en exergue.

## Conflits et guerres
Sont fréquemment cités comme expression de cette « crise » :
- La guerre de Trente Ans (1618-1648)
- La crise économique du Saint-Empire romain germanique (1619-1623)
- Les guerres des Trois Royaumes (1639-51), incluant la première révolution (1641-49), le Protectorate (1653-59) et la Glorieuse Révolution (1688) en Angleterre
- La chute de la dynastie Ming et l’avènement de celle des Qing en Chine
- La Fronde en France (1643-1668)
- Les révoltes contre le trône d'Espagne en Catalogne, au Portugal et à Naples
- La révolte des gueux et la guerre de Quatre-Vingts Ans aux Pays-Bas espagnols, qui deviennent les Provinces-Unies (jusqu'aux traités de Westphalie de 1648)
- Les révoltes intérieures dans l'Empire ottoman (1622)
- La ruine de la république des Deux Nations après le Déluge (1648-1667)
- Le début du Sakoku (1641) et la rébellion de Shimabara (1637-1638) au Japon
- la guerre de Succession d'Espagne (1701-1714)